# Dolna Banja
Dolna Banja (Bulgaars: Долна баня) is een stad en gemeente in het westen van Bulgarije in de oblast Sofia. Op 31 december 2019 telde de stad 4.369 inwoners. 

## Ligging
De stad ligt 9 km ten westen van de stad Kostenets en 25 km ten oosten van de stad Samokov.

## Demografie
Op 31 december 2019 telde Dolna Banja 4.369 inwoners, waarvan 2.138	mannen en 2.231 vrouwen. Het inwonersaantal is de afgelopen decennia langzaam maar geleidelijk afgenomen (zie: onderstaand tabel). Zo werden er in 2011 nog 4.522 inwoners geteld en in 2001 nog 4.787 inwoners. 
| Jaar     | 1934  | 1946  | 1956  | 1965  | 1975  | 1985  | 1992  | 2001  | 2011  | 2019  |
| Inwoners | 3.560 | 3.858 | 4.314 | 4.292 | 4.891 | 5.047 | 5.158 | 4.787 | 4.522 | 4.369 |

Van de 4.522 inwoners die in februari 2011 werden geregistreerd, waren er 773 jonger dan 15 jaar oud (17%), terwijl er 684 inwoners van 65 jaar of ouder werden geteld (15%).

#### Etniciteit
Van de 4.522 inwoners reageerden er 4.282 op de optionele volkstelling van 2011. De grootste bevolkingsgroep vormden de etnische Bulgaren met 3.499 personen (81,7%), gevolgd door 753 etnische Roma (17,6%). Mede door de aanwezigheid van de Roma heeft Dolna Banja een hoger geboortecijfer vergeleken met overige plattelandsgebieden in Bulgarije. 

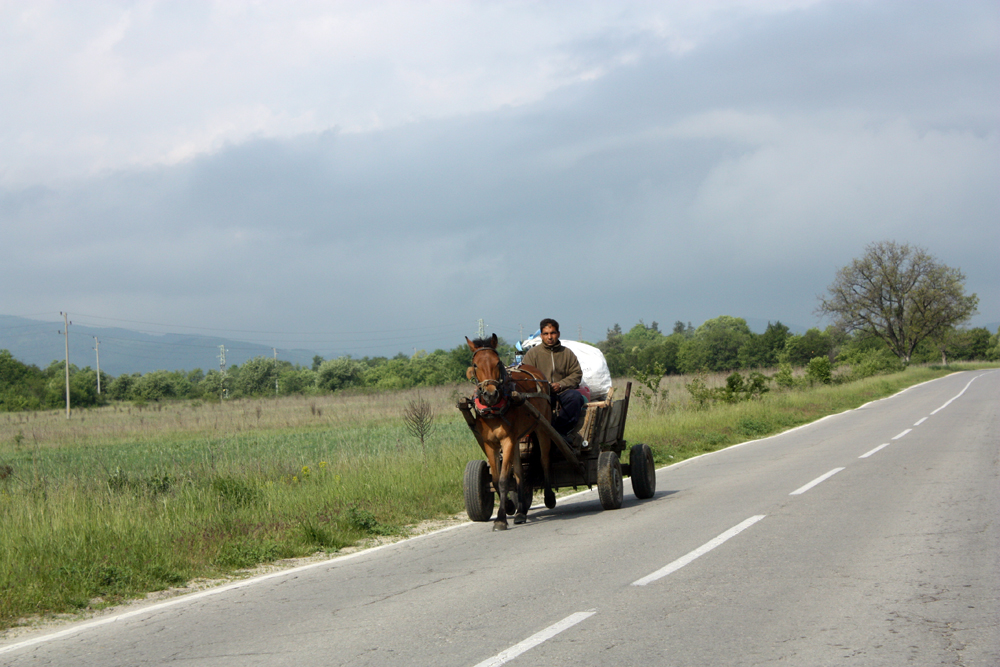
Een zigeuner met paard en wagen in Dolna Banja

#### Religie
Het christendom is de grootste religie in Dolna Banja. Zo’n 88,3% van de bevolking is lid van de Bulgaars-Orthodoxe Kerk, terwijl 7,6% van de bevolking lid is van een van de verschillende protestantse denominaties. Met name het evangelisch christendom heeft de afgelopen tijd veel aanhang gekregen onder de Roma. Een klein deel van de bevolking is lid van de Katholieke Kerk in Bulgarije (0,4%), heeft geen religie (1,4%) of is islamitisch (0,2%).